# Axundlu
Axundlu är en ort i Azerbajdzjan.   Den ligger i distriktet Ağsu Rayonu, i den centrala delen av landet, 140 kilometer väster om huvudstaden Baku. Axundlu ligger 97 meter över havet och antalet invånare är 197.
Terrängen runt Axundlu är platt åt sydost, men åt nordväst är den kuperad. Terrängen runt Axundlu sluttar söderut. Närmaste större samhälle är Aghsu, 13,7 kilometer öster om Axundlu.
Trakten runt Axundlu består till största delen av jordbruksmark. Runt Axundlu är det ganska tätbefolkat, med 54 invånare per kvadratkilometer.